# Njauoaivi
Njauoaivi är en kulle i Finland.   Den ligger i den ekonomiska regionen Norra Lappland och landskapet Lappland, i den norra delen av landet, 1 000 km norr om huvudstaden Helsingfors. Toppen på Njauoaivi är 375 meter över havet.
Terrängen runt Njauoaivi är huvudsakligen platt, men åt sydväst är den kuperad.  Trakten runt Njauoaivi är nära nog obefolkad, med mindre än två invånare per kvadratkilometer. Det finns inga samhällen i närheten. Omgivningarna runt Njauoaivi är i huvudsak ett öppet busklandskap.